# Ajuricaba, o Rebelde da Amazônia
Ajuricaba, o Rebelde da Amazônia é um filme brasileiro de longa-metragem do gênero drama, dirigido por Oswaldo Caldeira em 1977 e com roteiro de Oswaldo Caldeira e Almir Muniz.

## Sinopse
O filme narra a resistência organizada pelo cacique Ajuricaba, no século XVIII, à presença do colonizador português na região. Baseado em episódio da História do Brasil, foi filmado na própria floresta amazônica e outros pontos da região.[carece de fontes?]

## Elenco
- Rinaldo Genes .... Ajuricaba
- Paulo Villaça.... Belchior Mendes de Morais
- Sura Berditchevsky
- Nildo Parente
- Emmanuel Cavalcanti
- Fregolente
- Aurélio Michiles
- Carlos Wilson
- Amir Haddad
- Maria Sílvia

## Participação em festivais
- Festival de Brasília (Brasil) - 1977
- Festival de Gramado (Brasil) - 1978
- Festival de Locarno (Suíça) - 1977
- Festival de Mannheim (Alemanha Ocidental) - 1977
- Festival Dei Popoli (Florença - Itália) - 1977
- Mostra Internacional do MASP - SP - 1977
- Festival de Thessaloniki (Grécia) - 1978
- Mostra Itinerante pela América Latina da Embrafilme - 1979[carece de fontes?]

## Prêmios
- Festival de Brasília 1977 - Melhor fotografia
- Festival de Gramado 1978 - Melhor roteiro
- Prêmio Especial Air France 1977 (Prêmio Molière) - Melhor direção [carece de fontes?]